# Timàlia caragolet ventregrisa
La timàlia caragolet ventregrisa (Spelaeornis reptatus) és un ocell de la família dels timàlids (Timaliidae).

## Hàbitat i distribució
Viu entre la malesa del bosc des del sud-est d'Arunachal Pradesh a l'oest, nord i est de Myanmar, sud-oest de la Xina, al sud de Szechwan i oest de Yunnan.